# Santos González
Pour les articles homonymes, voir González et Capilla (homonymie).
González  Capilla est un nom espagnol. Le premier nom de famille, en général paternel, est González ; le second, en général maternel, souvent omis, est Capilla.
Santos González Capilla est un coureur cycliste espagnol né le 17 décembre 1973 à Crevillente. Il est passé professionnel en août 1994 dans l'équipe espagnole Kelme. Excellent rouleur, il a remporté plusieurs courses contre-la-montre, dont deux titres de champion d'Espagne de la discipline. Il a également terminé à la quatrième place du Tour d'Espagne 2000.
Après quatre saisons chez Kelme, il a couru trois ans pour l'équipe ONCE, puis pour les formations Acqua & Sapone, Domina Vacanze, Phonak, 3 Molinos Resort. En 2007, il est membre de l'équipe Karpin-Galicia. Il arrête sa carrière à l'issue de cette dernière saison.

## Palmarès sur route

### Palmarès amateur
- 1994
  - Prologue du Tour de Normandie
  - 2eb étape de la Cinturón a Mallorca (contre-la-montre)
  - 2eb étape de la Vuelta a la Ribera
  - 3e de la Vuelta a la Ribera

### Palmarès professionnel
- 1997
  - 9e étape du Tour du Mexique
  - 3e du Tour de Murcie
- 1998
  - 3e du Tour de la Communauté valencienne
- 1999
  -  Champion d'Espagne du contre-la-montre
- 2000
  - 1re étape du Tour de Catalogne (contre-la-montre par équipes)
  - 1re étape du Tour de Castille-et-León (contre-la-montre)
  - 21e étape du Tour d'Espagne (contre-la-montre)
  - 4e du Tour d'Espagne
  - 8e du contre-la-montre aux Jeux olympiques
- 2001
  -  Champion d'Espagne du contre-la-montre
  - 1re étape du Tour de Catalogne (contre-la-montre par équipes)
  - 7e du championnat du monde du contre-la-montre
- 2005
  - 1re étape du Tour de Catalogne (contre-la-montre par équipes)
  - 2e du championnat d'Espagne du contre-la-montre

## Résultats sur les grands tours

### Tour de France
4 participations
- 1998 : équipe Kelme non-partante (18e étape)
- 1999 : 61e
- 2001 : abandon (6e étape)
- 2004 : 31e

### Tour d'Espagne
9 participations
- 1996 : 51e
- 1997 : abandon (7e étape)
- 2000 : 4e, vainqueur de la 21e étape (contre-la-montre),  maillot or pendant 1 jour
- 2001 : 66e
- 2002 : 59e
- 2003 : 11e
- 2004 : abandon (14e étape)
- 2005 : non-partant (18e étape)
- 2007 : 105e

### Tour d'Italie
1 participation
- 1999 : 85e

## Palmarès sur piste

### Jeux olympiques
- Barcelone 1992
  - 10e de la poursuite par équipes
- Atlanta 1996
  - 5e de la poursuite par équipes

### Championnats du monde
- Bogota 1995
  - 5e de la poursuite par équipes
- Berlin 1999
  - 7e de la poursuite par équipes

### Coupe du monde
- 1999
  - 3e de la poursuite par équipes à Cali

### Championnats nationaux
| - 1992 - Champion d'Espagne de poursuite par équipes - 2e du championnat d'Espagne de poursuite - 3e du championnat d'Espagne de l'américaine - 3e du championnat d'Espagne de course aux points - 1993 - Champion d'Espagne de l'américaine (avec José Barea) - Champion d'Espagne de poursuite par équipes - Champion d'Espagne de course aux points | - 1994 - Champion d'Espagne de poursuite par équipes - 2e du championnat d'Espagne de poursuite - 1995 - Champion d'Espagne de poursuite - 2e du championnat d'Espagne de poursuite par équipes - 1996 - Champion d'Espagne de poursuite par équipes |  |